# Lisp (programski jezik)
Lisp (ali LISP, kratica za LiSt Processing; seznamska obdelava) je programski jezik za več-paradigmsko programiranje in simbolično obdelavo neštevilnih podatkov. Razvili so ga za potrebe umetne inteligence. Osnova podatkovna zgradba je seznam, ki lahko vsebuje sezname.